# پتکا (لازارواتس)
پتکا (به صربی: Petka) یک منطقهٔ مسکونی در صربستان است که در لازارواتس واقع شده‌است. پتکا ۷٫۵۶ کیلومتر مربع مساحت و ۱٬۴۲۲ نفر جمعیت دارد و ۱۵۵ متر بالاتر از سطح دریا واقع شده‌است.